# Soudan 2

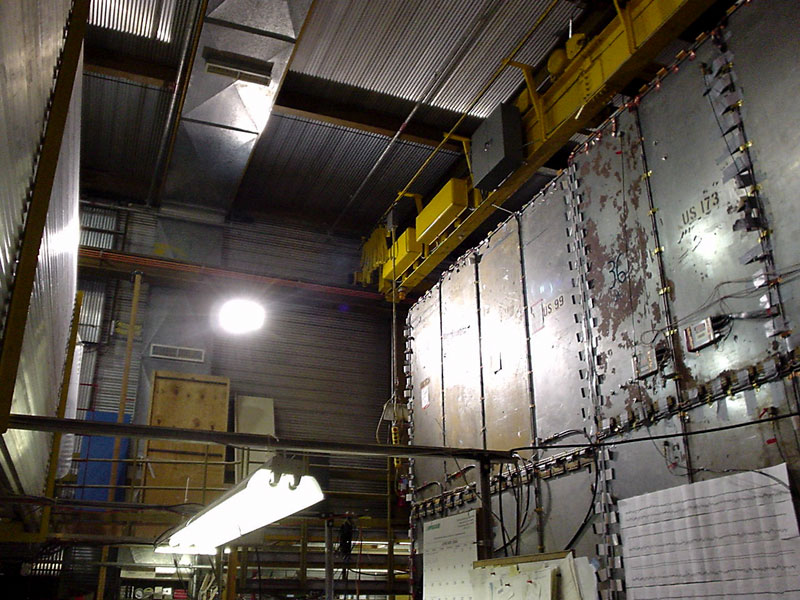
Na pravé straně je přední stěna detektoru Soudan 2. Vlnité stěny viditelné na levé, střední a horní části obrazu jsou části jeho veto štítu.

Soudan 2 byl detektor částic nacházející se v Soudanském dole v severní Minnesotě ve Spojených státech amerických. Šlo o 960 kilogramů vážící kalorimetr, jehož hlavním cílem bylo hledání rozpadu protonu, ale data byla také využita k vyšetření vlastností neutrin. Nenašel se žádný důkaz o rozpadu protonu, ale data z detektoru pomohla potvrdit výsledek ze Super-Kamiokande podporující teorii neutrinové oscilace.
Soudanský důl je také domovem pro MINOS a CDMS detektory.

## Historie
Soudan 2 byl nástupcem detektoru Soudan 1, což byl podobný 30 tunový detektor určený rovněž pro hledání rozpadu protonu.
Výkop pro Soudan 2 byl proveden v letech 1984-1985. Instalace byla zahájena v roce 1986 a dokončena v roce 1993. Experiment byl spuštěn od dubna 1989 do června roku 2001, začínal s částečným detektorem o hmotnosti 275 tun. Detektor byl rozebrán v roce 2005, aby se uvolnil prostor pro další fyzikální experimenty, včetně detektoru MINOS.